# Joan Francesc Mira
Joan Francesc Mira i Casterà (Valencia, 3 de diciembre de 1939) es un escritor, antropólogo y sociólogo español. Es miembro de la Asociación de Escritores en Lengua Catalana y fue presidente de Acció Cultural del País Valencià. En el año 1991 recibió la Cruz de San Jorge por su dedicación cívica. En política, es militante y ha sido candidato a las elecciones generales por el Bloc Nacionalista Valencià, partido de izquierda nacionalista.

## Biografía
En 1959 obtuvo el título de bachiller en la Universidad Gregoriana de Roma, y al año siguiente, también en Roma, se licenció en filosofía por la Universidad Lateranense. En 1962 se licenció en Filosofía y Letras por la Universidad de Valencia y se doctoró en Filosofía y Letras por la misma universidad en 1971. Posteriormente trabajó como profesor de griego en 1983 y 1991 cuando consiguió la cátedra de esta materia en la Universidad Jaime I de Castellón donde desarrolla su labor docente. En 1991 recibió la Premio Cruz de San Jorge por su dedicación cívica. Asimismo, en 1999 entró a ser miembro del Instituto de Estudios Catalanes.
A lo largo de los años setenta colaboró en  Laboratoire de Antropología Sociale  de la Sorbona, y en los años 1978 y 1979 fue profesor de la Universidad de Princeton. Dirigió el Instituto Valenciano de Sociología y Antropología Social entre los años 1980 y 1984, y en 1982 fundó el Museu Valencià d'Etnologia, institución que dirigió hasta 1984.
Sobre la temática valencianista e histórica se encuentran las obras Crítica de la nació pura (1985), que discute sobre el concepto de nación, Sobre la nació dels valencians (1997) y Els Borja: família i mite (2000).
También es autor de novelas y cuentos como El bou de foc (1974), Els cucs de seda (1975), Viatge al final del fred (1984), Els treballs perduts (1989) -premio Lectores del Tiempo 1990 y un acercamiento temático al Ulises de Joyce-, Borja Papa (1996), Quatre qüestions d'amor (1998) y Purgatori (2002).
Como traductor, destacan sus versiones de la Divina Comedia (2001), de los Evangelios (2004) y de El tramvia, de Claude Simon. 
En 2009 se le otorgó el Premio de la Crítica de narrativa catalana 2008 por su obra El professor d'historia.
En 2016 fue uno de los firmantes de un manifiesto en el que se reclamaba que, en una hipotética Cataluña independiente, el catalán fuera la única lengua oficial.

## Pensamiento político
Joan Francesc Mira es considerado como uno de los ensayistas valencianos posteriores a Joan Fuster de mayor importancia. En su obra Crítica de la nació pura, realiza una separación teórica de los conceptos de nación cultural y nación política. Trece años más tarde aplicaría dicha diferenciación al caso valenciano en su libro Sobre la nació dels valencians, donde Mira califica al catalanismo político en la Comunidad Valenciana como una "utopía prescindible". Sin embargo, Mira considera que la nación cultural de valencianos y catalanes es compartida, definiéndose a sí mismo como "profundamente catalanista",  ya que considera que Valencia es de origen catalán y la filiación cultural básica de los valencianos catalana, pero sin que ello implique para él una unidad política. Posteriormente ha afirmado que el hipotético estado común de los Países Catalanes es "el marco nacional del País Valenciano", pese a calificarlo como "fantasía".
Las reflexiones vertidas en Sobre la nació dels valencians influyeron fuertemente en lo que se llamó tercera vía del nacionalismo valenciano. Dichas reflexiones fueron clave en la refundación de la Unitat del Poble Valencià como Bloc Nacionalista Valencià, y su evolución ideológica posterior, siendo el redactor de la ponencia del último congreso de la UPV, y candidato del Bloc en las elecciones generales españolas del 2000.

## Obras

### Novela
- El bou de foc (1974)
- El desig dels dies (1981)
- Viatge al final del fred (1983)
- El treballs perduts (1989)
- Borja Papa (1996)
- Purgatori (2002)
- El professor d'història (2008)
- El tramvia groc (2013)

### Narrativa breve
- Quatre qüestions d'amor (1998) - relatos
- Els cucs de seda (1975) - relatos

### Ensayos
- Som. Llengua i Literatura (1974)
- Un estudi d'antropologia social al País Valencià: els pobles de Vallalta i Miralcamp (1974)
- Els valencians i la terra (1978)
- Introducció a un País (1980)
- Població i llengua al País Valencià (1981)
- Crítica de la nació pura (1984)
- Hèrcules i l'antropòleg (1994)
- Sense música ni pàtria (1995)
- Sobre la nació dels valencians (1997)
- Cap d'any a Houston (1998)
- Els Borja, familia i mite (2000)

### Traducciones
- Duranti, Francesca. Efectes personals. Valencia: Eliseu Climent, 1989
- Tabucchi, Antonio. Nocturn a l'Índia. Alcira: Bromera, 1993
- Dante Alighieri. Divina Comèdia. Barcelona: Proa, 2000
- Homero. Odissea.  Barcelona: Proa, 2011

### Obra traducida al español
- Borja Papa (versión del autor). Barcelona: Península, 1997
- Valencia para visitantes y vecinos. Alcira: Bromera, 1999
- Los Borja: familia y mito. Barcelona: Círculo de Lectores, 2000
- Purgatorio. Barcelona: Edhasa, 2007

## Premios
- 1974 Premio Andròmina de narrativa.
- 1984 Premio Joan Fuster de ensayo.
- 1984 Premi de la crítica Serra d'Or.
- 1985 Letra de Oro al mejor libro del año.
- 1985 Creu de Sant Jordi de la Generalidad de Cataluña.
- 1996 Premio Joan Crexells-Ateneo Barcelonés.
- 1996 Premio Nacional de la Crítica, por Borja papa.
- 2000 Premio de la crítica Serra d’Or de traducción.
- 2001 Medalla de Oro de la Ciudad de Florencia.
- 2001 Premio Nacional de Traducción.
- 2002 Premio San Jorge de novela.
- 2003 Premio Nacional de la Crítica, por Purgatorio.
- 2004 Premio de Honor de las Letras catalanas.
- 2007 Premio Jaume Fuster[18]
- 2008 Premio de la Crítica de narrativa catalana.[5]
- 2016 Premio de las Letras Valencianas de la Generalidad Valenciana.